# Agrias novata
Agrias novata är en fjärilsart som beskrevs av Peter William Michael 1930. Agrias novata ingår i släktet Agrias och familjen praktfjärilar. Inga underarter finns listade i Catalogue of Life.